# Csofronka
A Csofronka egy hegy a Hagymás-hegységben, a Fehér-mezőtől északnyugatra. Más nevei: Csipronka, Cofránka. Tetején található a Csofronka-kő sziklája, ahonnan kilátás nyílik Székelyföld, Neamț és Bákó megye nagy részére.